# Henry Kaufmann (Handballspieler)
Henry Kaufmann (* 9. August 1961 in Hochheim am Main) ist ein ehemaliger deutscher Handballspieler und -trainer. Er wurde mit der SG Wallau/Massenheim Deutscher Meister.

## Karriere
Der als Kreisläufer und linker Rückraumspieler eingesetzte Kaufmann begann mit acht Jahren bei der TG Hochheim mit dem Handballspielen. 1980 wechselte er zum Bundesligisten SG Dietzenbach. 1983 stieg er mit dem Verein sportlich ab. Aufgrund finanzieller Schwierigkeiten musste man jedoch in der Bezirksliga starten. Kaufmann wechselte daraufhin zum TSV Grün-Weiß Dankersen und spielte somit weiterhin in der Bundesliga. Nach zwei Jahren schloss er sich dem Zweitligisten SG Wallau/Massenheim an. Bis zum Ende seiner Profi-Karriere 1993 gewann er nach dem Aufstieg 1987 mit dem Verein zwei Deutsche Meisterschaften (1992 und 1993), den DHB-Pokal 1993 und den IHF-Pokal 1992. Ein Sieg im Europapokal der Landesmeister wurde 1993 in den Finalspielen gegen Badel Zagreb knapp verpasst. Von 1993 bis 1996 spielte er noch in der zweiten Mannschaft und gab 1995 ein kurzes Bundesliga-Comeback. Im Jahr 2001 wurde er für die dritte Mannschaft des TV Wicker reaktiviert und spielte auch noch mehrere Jahre für die Altherren-Mannschaft der HSG Hochheim/Wicker.
In der erfolgreichen Saison 1992/93 der SG Wallau-Massenheim fungierte Kaufmann als spielender Co-Trainer von Heiner Brand.
Von November 2016 bis Mai 2019 trainierte er die 2. Frauenmannschaft der TSG Eddersheim in der Landesliga Hessen.

## Erfolge
- Deutscher Meister (2): 1992 und 1993
- DHB-Pokalsieger (1): 1993
  - Vize-DHB-Pokal-Sieger (1): 1988
- IHF-Pokalsieger (1): IHF-Pokalsieger 1992
  - Vize-Europapokalsieger der Landesmeister (1): 1993
- Aufstieg in die Bundesliga (1): 1987